# Графский парк
Графский парк или Парк Нежинского пединститута (укр. Графський парк) — парк-памятник садово-паркового искусства местного значения, расположенный на территории Нежина. Является местом отдыха горожан. Площадь — 5 га.

## История
Парк был создан во 2-й половине 18 века в урочище Обидовщина, которое в 17 веке принадлежало нежинскому полковнику Ивану Обидовскому. Затем парковая территория перешла в собственность О. А. Безбородька и его семьи и потомков: О. Г. Кушелёва-Безбородька и Мусиным-Пушкиным. В 1889 году графиней Мусиной-Пушкиной парк был передан городской управе в аренду на три года, парк стал открытым для мещан по выходным дням. Затем парк и усадьба были подарены городской управе Нежина.
Парк-памятник садово-паркового искусства был создан решением Черниговского облисполкома от 28.03.1964 № 121. Также упоминается в решениях Черниговского облисполкома от 10.06.1972 № 303, от 27.12.1984 № 454.

## Описание
Расположен в урочище Обидовщина, что в пойме реки Остёр (правый берег) между улицами Графская и Воздвиженская, переулком Институтский. Здесь создано два пруда. В парке расположены усадьба Безбородьков, бюст Николаю Гоголю и памятник Марку Бернесу.

## Природа
В парке насчитывается около 100 пород деревьев и кустарников. Есть редкие растения.